# Colonia San Ramón
Colonia San Ramón är en ort i Mexiko.   Den ligger i kommunen Tenancingo och delstaten Mexiko, i den sydöstra delen av landet, 70 km sydväst om huvudstaden Mexico City. Colonia San Ramón ligger 2 033 meter över havet och antalet invånare är 2 264.
Terrängen runt Colonia San Ramón är lite bergig. Runt Colonia San Ramón är det tätbefolkat, med 550 invånare per kvadratkilometer. Närmaste större samhälle är Tenancingo de Degollado, 2,0 km väster om Colonia San Ramón. Omgivningarna runt Colonia San Ramón är en mosaik av jordbruksmark och naturlig växtlighet.